# Cycadatae
Clasa Cycadatae cuprinde specii fosile și actuale. Clasa a fost subâmpărțită în trei ordine cu 10 genuri, care în total cuprind 200 de specii.

## Caracterele generale ale Clasei Cycadatae
- Cuprinde specii fosile și actuale.
- Sunt plante dioice.
- Sunt plante nerășinoase.
- Au tulpini columnare neramificate.
- Frunzele sunt:
  - macrofile;
  - penat compuse;
  - dispuse apical;
- În partea centrala a buchetului de frunze se formeaza un con de sporofile.

## Subîmpărțirea clasei Cycadatae (după Sârbu, 1999)
| Clasa     | Ordin            | Familie    | Gen   | Specie           |
| Cycadatae | Pteridospermales | -          | -     | -                |
| Cycadatae | Caytoniales      | -          | -     | -                |
| Cycadatae | Cycadales        | Cycadaceae | Cycas | Cycas revoluta   |
| Cycadatae | Cycadales        | Cycadaceae | Cycas | Cycas circinalis |
| Cycadatae | Cycadales        | Zamiaceae  | Zamia | Zamia floridiana |
| --------- | ---------------- | ---------- | ----- | ---------------- |